# Porta Genova (métro de Milan)
Pour les articles homonymes, voir Génova (homonymie).
Porta Genova est une station de la ligne 2 du métro de Milan, située à Milan, en correspondance avec la gare de Milano Porta Genova (en).